# Agencijsko novinarstvo
Agencijsko novinarstvo (engl. agency journalism / reporting ) oblik je novinarstva koji se ostvaruje putem agencija koje služe za prijenos vijesti u novine, časopise, radijske i televizijske odašiljače.

## Povijest
Agencije se javljaju sredinom 19. stoljeća kao novinarski servisi. Prve novinarske agencije su bile Havas i Reuter. Nakon pojave radijskog i televizijskog novinarstva,  agencijsko se novinarstvo razvija u svakoj zemlji.

## Agencije i novinari
Agencije su uključene u mrežu svjetske razmjene vijesti i u uz pretplatu svakoga člana dobivaju "in continuo" sve svjetske vijesti. Nacionalne novinske agencije puštaju vlastite informacije u svjetsku mrežu. Agencije se bave žanrom vijesti koje moraju biti objektivne i kratke. U agencijskom je novinarstvu najvažnije načelo navođenje pouzdanog izvora informacije, kratak opis događaja i brza distribucija informacije diljem svijeta. 
Agencijski su novinari istraživači. Glavni zadatak im je otkriti vijest koja se kao roba za dalju uporabu i doradu rabi u svim glasilima u svijetu. Agencijske su vijesti po formi standardna vijest koja ima svih pet elemenata (5W).

## HINA
Hrvatska izvještajna novinska agencija (HINA) osnovana je 1990. godine. Prva je vijest emitirana 17. kolovoza 1990. godine. Hina je jedna od najvećih novinarskih agencija na Balkanu. 
HINA djeluje u sedam specijaliziranih redakcija :

1. Unutrašnjopolitička redakcija
2. Vanjskopolitička redakcija
3. Gospodarska redakcija
4. Športska organizacija
5. Engleski servis
6. Redakcija dnevnog pregleda događaja
7. Fotografska agencija

Cjelokupnu djelatnost Hine regulira Zakon o Hrvatskoj izvještajnoj novinskoj agenciji, koji je donio Sabor Republike Hrvatske 26. srpnja 1990. godine.